# 버블 (2005년 영화)
《버블》(영어: Bubble)은 2005년 미국의 미스터리 영화로 스티븐 소더버그의 장편 연출작이다. 인형공장의 저임금 노동자들 사이에서 벌어진 살인사건을 다룬다.
2005년 베네치아 영화제에서 상영되었고, 이듬해 1월 미국 극장에서 개봉했다.

## 줄거리
미국 오하이오강 근처의 작은 마을, 중년의 독신 여성 마사(Martha)는 인형 공장에서 일하며 몸이 불편한 노인 아버지를 돌본다. 그녀는 수줍음 많고 내성적인 젊은 동료 카일(Kyle)을 매일 차로 출퇴근시켜준다. 마사는 직장 외에는 친구나 교류가 거의 없는 듯 카일에게 집착하며 그를 "가장 친한 친구"라고 부르지만, 카일은 그녀에게 큰 관심을 보이지 않는다.
그러던 중, 공장에 카일과 비슷한 나이의 매력적인 젊은 여성 로즈(Rose)가 새로 들어온다. 로즈는 어린 자녀를 둔 싱글맘이다. 카일과 로즈는 서로에게 호감을 느끼고 함께 시간을 보내기 시작하고, 이에 마사는 질투심을 느낀다. 마사는 불편한 심기를 숨긴 채 로즈의 부탁으로 그녀를 부잣집 가정부 일터에 데려다주지만, 로즈가 클라이언트의 집에서 장시간 목욕을 하고 물건을 훔치는 듯한 행동에 분개한다.
마사는 로즈에 대한 불만을 카일에게 털어놓지만, 결국 로즈의 데이트 상대로 카일이 나타나자 더욱 화가 난다. 데이트 중 로즈는 카일 몰래 그의 방에 숨겨둔 돈을 훔친다. 데이트 후 카일을 집에 데려다준 로즈는 전 남자친구 제이크(Jake)와 마사 앞에서 돈과 마리화나 절도 문제로 다투고, 로즈가 아이의 아빠가 누구인지 묻는 마사에게 화를 내며 갈등이 고조된다.
다음 날 아침, 로즈는 집에서 목 졸려 살해당한 채 발견된다. 제이크와 카일 모두 용의자로 조사를 받지만 살인 혐의를 부인한다. 마사는 갑자기 보석을 팔아 돈을 마련하고, 미용실에 들러 외모를 단장한 뒤 낚시 장비를 사서 카일에게 선물한다. 이후 마사는 경찰에 체포되는데, 로즈의 목에서 발견된 지문이 마사의 것과 일치했기 때문이다.
마사는 감옥에서 카일에게 자신의 결백을 주장하며 도와달라고 애원하지만, 카일은 그녀를 믿지 않는다. 감옥에서 마사는 환영을 보게 되고, 그 속에서 자신이 로즈의 시체 위에 서 있는 모습을 본다. 이후 카일은 이전과 다름없는 일상으로 돌아가고, 그의 어머니가 로즈가 하던 인형 공장 일을 맡게 되면서 영화는 끝이 난다.

## 출연진
- 데비 도버라이너 - 마사 역
- 더스틴 제임스 애슐리 - 카일 역
- 미스티 돈 윌킨스 - 로즈 역